# Ich komm und geh mit meinen Liedern
Koncz Zsuzsa Ich komm und geh mit meinen Liedern című nagylemeze 1980-ban jelent meg az NDK-ban a magyar Hungaroton és a keletnémet Amiga hanglemezgyártó cégek koprodukciójában. A Valahol című lemez német változata, kiegészítve a Mama, kérlek és a Nem kérek áldást című dalokkal. Magyar nyelvű nagylemezt Koncz Zsuzsa 1980-ban nem jelentetett meg.

## Az album dalai
1. Steh auf (A város fölött) (Szörényi Levente – Bródy János – D. Schneider) 3:30
2. Ein ständiges Warten (Az örök várakozás) (Tolcsvay László – Bródy János – D. Schneider) 4:10
3. Unter der Erde (A Metró) (Tolcsvay László – Bródy János – D. Schneider) 4:20
4. Nimm dich in acht (Légy óvatos) (Tolcsvay László – Bródy János – D. Schneider) 5:39
5. Es lebt keiner für sich (Élünk csendesen) (Tolcsvay László – Bródy János – D. Schneider) 4:02
6. Verluste (Veszteségek) (Tolcsvay László – Bródy János – D. Schneider) 3:47
7. Mama, bitte, sag mir (Mama, kérlek) (Tolcsvay László – Bródy János – D. Schneider) 4:20
8. Ehrlichkeit (Őszinte bohóc) (Tolcsvay László – Bródy János – D. Schneider) 4:36
9. Er hat ihr niemals geschrieben (Nem kérek áldást) (Tolcsvay László – Bródy János – D. Schneider) 4:00
10. Kleine Blume (Kis virág új útra indul) (Szörényi Levente – Bródy János – D. Schneider) 2:58

## Külső hivatkozások
- Információk Koncz Zsuzsa honlapján
- Kritika (német nyelven) az ostmusik.de oldalon